# Mattsek
Mattsek är en sjö i Arjeplogs kommun i Lappland och ingår i Byskeälvens huvudavrinningsområde. Sjön har en area på 0,202 kvadratkilometer och ligger 472,2 meter över havet. Sjön avvattnas av vattendraget Långträskälven.

## Delavrinningsområde
Mattsek ingår i det delavrinningsområde (730667-161882) som SMHI kallar för Ovan 730275-161982. Medelhöjden är 498 meter över havet och ytan är 23,52 kvadratkilometer. Räknas de 3 avrinningsområdena uppströms in blir den ackumulerade arean 102,47 kvadratkilometer. Långträskälven som avvattnar avrinningsområdet har biflödesordning 2, vilket innebär att vattnet flödar genom totalt 2 vattendrag innan det når havet efter 195 kilometer. Avrinningsområdet består mestadels av skog (75 procent) och sankmarker (22 procent). Avrinningsområdet har 0,23 kvadratkilometer vattenytor vilket ger det en sjöprocent på 1 procent.